# Festival de Eurovisión de Jóvenes Músicos 2022
El XX Festival de Eurovisión de Jóvenes Músicos se celebró en Montpellier, Francia, el 23 de julio de 2022. Fue la primera vez que Francia estuvo cargo este festival. Inicialmente estuvo planeado para llevarse a cabo en Zagreb, Croacia, bajo el mando de la cadena croata HRT para el 21 de junio de 2020 para coincidir con el Día Mundial de la Música, pero se pospuso indefinidamente como resultado de la pandemia de COVID-19 en Europa. El futuro del concurso siguió siendo incierto hasta que el 3 de febrero de 2022, cuando la emisora noruega NRK confirmó que la próxima edición se celebraría en Montpellier, Francia, en julio de 2022.

## Países participantes
Un total de 8 países han participado este año. De los 6 países fundadores, en esta edición participarán tres de ellos: Alemania, Francia y Noruega.
| País y TV          | Representante                   | Instrumento | Proceso y fecha de selección |
| ------------------ | ------------------------------- | ----------- | ---------------------------- |
| Alemania WDR       | Philipp Schupelius              | Cello       | Selección interna            |
| Austria ORF        | Alexander Svetnitsky-Ehrenreich | Clarinete   | Selección interna            |
| Bélgica VRT / RTBF | Thaïs Defoort                   | Cello       | Selección interna            |
| Croacia HRT        | Ivan Petrović-Poljak            | Piano       | Selección interna            |
| Francia FTV        | Maxime Grizard                  | Cello       | Selección interna            |
| Noruega NRK        | Alma Serafin Kraggerud          | Violín      | Virtuos 2022                 |
| Polonia TVP        | Milena Pioruńska                | Violín      | Młody Muzyk Roku 2022        |
| República Checa ČT | Daniel Matejča                  | Violín      | Selección interna            |
| Suecia SVT         | Lukas Flink                     | Trombón     | Selección interna            |

## Otros países
- Eslovenia: Anunció el 5 de febrero de 2022 que no regresará en esta edición por problemas financieros.[3]
- Gales: Anunció el 4 de febrero de 2022 que no debutará en esta edición.[4]
- San Marino: Anunció el 5 de febrero de 2022 que no regresará en esta edición por problemas financieros.[5]

## Predecesor y sucesor
| Predecesor: Zagreb 2020 | Festival de Eurovisión de Jóvenes Músicos Montpellier 2022 | Sucesor: Bodø 2024 |

- Datos: Q110808618